# هیئت آزادی‌بخش مصر
هیئت آزادی‌بخش (به عربی:هیئة التحریر) هیئتی است که در سال ۱۹۵۳ و حدود یکسال پس از انقلاب ۱۹۵۲ مصر پس از اعلان نظام تک‌حزبی در مصر تشکیل شد. پس از اینکه این حزب تشکیل شد تمام حزب‌ها منحل شد و تمامی سرمایه، مستملکات و مراکز حزب‌های پیشین به جز اخوان‌المسلمین مصادره شد. دلیل انحلال حزب‌ها اتهام این حزب‌ها به همکاری با کشورهای خارجی و مخالفت با انقلاب بود. فکر ساخت هیئت آزادی بخش به جمال عبدالناصر نصبت داده می‌شود چنانچه رئیس‌جمهور اسبق مصر محمد نجیب در کتاب خاطرات شخصی‌اش «رئیس‌جمهور مصر بودم» می‌نویسد: «[ناصر] هیئت آزادی‌بخش را ایجاد کرد و این حزب، یگانه حزب مصر تابع مجلس فرماندهی انقلاب بود و اعلام شد هدف ادغام جمیع طایفه‌های ملت در این حزب است ولی در واقع این حزب به هدف از بین بردن هر گونه رأی مخالف تشکیل شده بود تا اعضای مجلس فرماندهی انقلاب قدرت را در اختیار بگیرند.»